# Aurboda

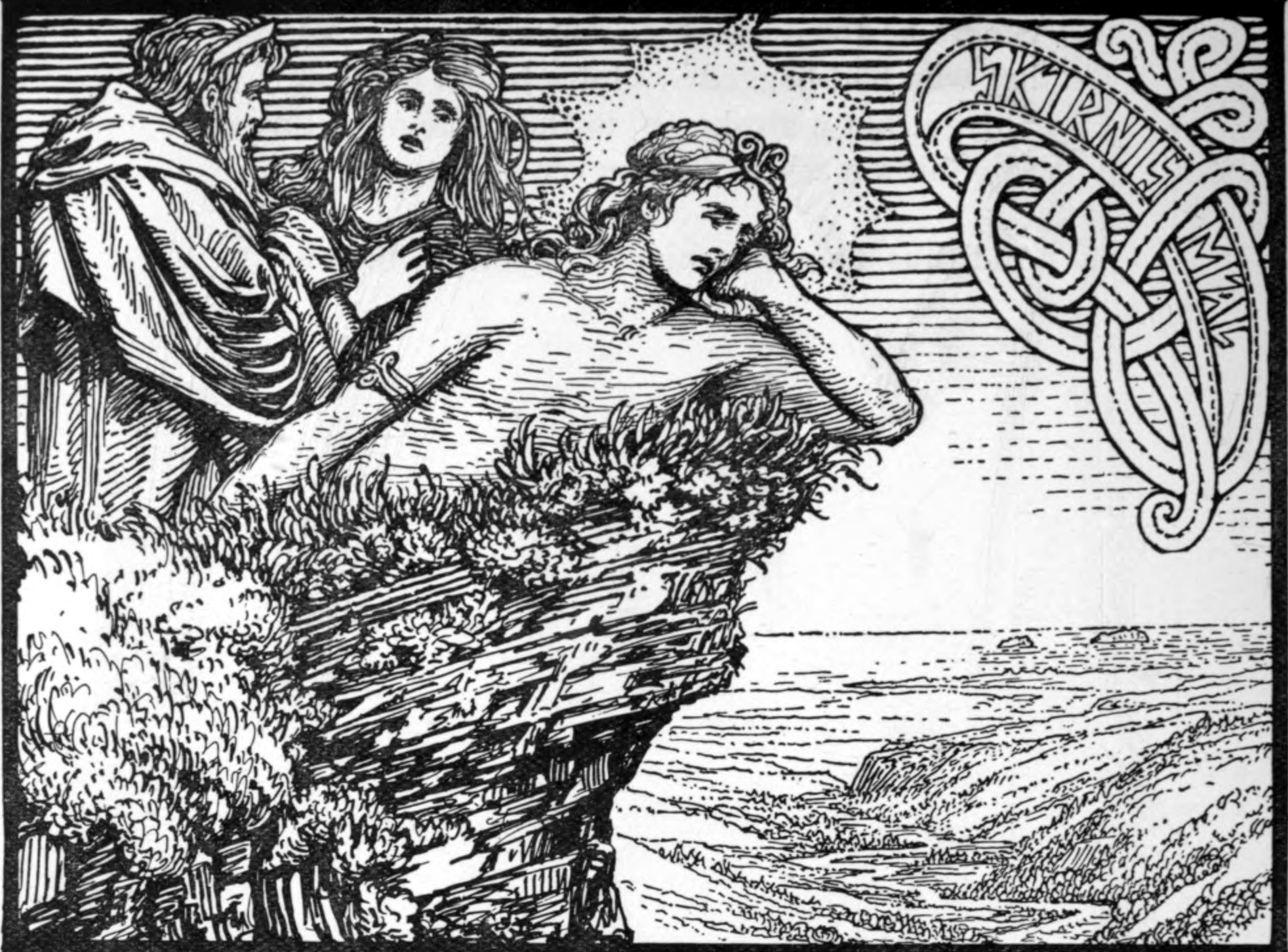
Edda de Bray, Dibujos de Freyr, Njörðr, Skáði, Epifanía.

Aurboda (nórdico antiguo: Aurboða) en la mitología nórdica, es una giganta, esposa de Gymir, y madre de Gerd y Beli.

## Eddas
Aurboda aparece citada en la Edda poética; compilación del siglo XIII de previas fuentes, y en la Edda prosaica escrita por Snorri Sturluson (también siglo XIII). Aurboda también en una de las nueve doncellas que acompañan en su cautiverio a Menglöð, según el poema Svipdagsmál.